# Mangareia
Mangareia là một chi nhện trong họ Desidae.